# Євген Вольнов
Євген Вольнов (рос. Евгений Вольнов, справжнє ім'я Кувіков Микита Андрійович; нар. 4 листопада 1986) — український пранкер та блогер з Києва, волонтер, співзасновник проекту Друк.Армія. Відомий телефонними розіграшами, які супроводжуються великим об'ємом ненормативної лексики. З 2018 року — офіційний спікер Центру «Миротворець».

## Життєпис
Згідно з даними сайту «деанонімізації», Микита Кувіков народився 4 листопада 1986 року в Донецьку. Навчався у Донецькій ЗОШ № 8. У шкільні роки займався програмуванням та вебдизайном. 1998 року разом із сім'єю переїхав до Ялти. Згодом жив у Черкасах.
2005 — притягнутий до кримінальної відповідальності за спробу придбання наркотичних речовин. Дитячим захопленням був пранк, який згодом перейшов у професійне заняття. Євген живе в Києві.

### Телефонні розіграші
Відомий в інтернеті за каналом «Евгений Вольнов» на YouTube, де він розміщує телефонні розмови, у яких провокує та розігрує співрозмовців. Його телефонні розіграші супроводжуються великим об'ємом ненормативної лексики, а також жорсткими провокаційними репліками.
Об'єкти його розіграшів варіюють від «ватників» (переважно російських) та колекторів до російських військових та інших учасників і прихильників російської агресії проти України. Московський номер телефону Євгена відкритий для загалу. 90% його аудиторії — росіяни та жителі тієї країни.

### Кримінальна справа
28 березня 2018 року Слідчий комітет РФ порушив кримінальну справу проти громадянина України Микити Кувікова за ознаками злочину, передбаченого статті 282 КК РФ — розпалювання ненависті або ворожнечі.
Російські слідчі заявили, що пранкер «публічно, з використанням інтернету і ЗМІ поширював неправдиві відомості про кількість загиблих під час пожежі в Кемерові, вводячи в оману родичів загиблих і постраждалих, таким чином намагаючись дестабілізувати ситуацію».
Натомість 29 березня 2018 року МВС України офіційно заявило, що Україна не видає іншим державам своїх громадян, включно з Вольновим.

### «Миротворець»
Євгеній Вольнов 24 квітня 2018 року був оголошений офіційним спікером Центру «Миротворець». На цій посаді він працював як представник Центру у розмовах з проросійськими колаборантами у Севастополі, а також здійснював спецоперацію проти російських найманців спільно з іншим блогером та волонтером «Миротворцю» Андрієм Луганським. У лютому 2019 року був нагороджений нагрудним знаком центру «Миротворець» Pro bono publico.

### ДрукАрмія
У 2022 році, після початку повномасштабного вторгнення РФ на українські землі став співзасновником громадського руху ДрукАрмія, який об’єднує добровольців, що друкують на 3D-принтерах запчастини для військового обладнання, зокрема, для дронів. Всі вироби передаються на фронт безкоштовно. На сьогоднішній день в ДрукАрмії створена власна мережа з більш як 3000 друкарів (які здебільшого працюють у власних оселях), декількох десятків інженерів-розробників, декількох тисяч пасивних членів, що допомагають донатами. Втім, ДрукАрмія постійно зростає, а замовлень від військових приходить все більше.
ДрукАрмія, за ініціативи Вольнова, нарешті перевела ряд виробів на термопласт виробництво, що дозволило розвантажити друкарів, щоб вони могли друкувати інші вироби, які дорого переводити на пресавтомат.
ДрукАрмія виробляє силами волонтерів різноманітні пристрої, які завдяки тому, що їх роблять волонтери, доступні військовим по собівартості, що дає змогу військовим отримати їх в рази дешевше, ніж на комерційному ринку.